# 等電位聚焦
等电位聚焦（英語：Isoelectric focusing）是一种根据分子携带的电荷不同来分离分子的技术。等电位聚集通常在凝胶中进行。
分子会被集中在一个具有pH梯度的介质中，通过介质的电流将产生带正电荷的氧化极和带负电荷的还原极。带电分子会向相反电荷的一极运动，直到到周围pH值与其等电点相同时带电分子才停止在凝胶中运动。介质中的pH值梯度通常用脂肪族两性离子产生，这些药品需要在样品加入之前加入。

## 对于蛋白质的应用
由于蛋白质同时具有酸性基团和碱性基团，等电位聚焦法常常用于蛋白质的研究。蛋白质将被置于带有pH梯度的聚丙烯酰胺，淀粉或琼脂凝胶中，蛋白质在pH值低于等电点时会带有正电荷，在电场中会向阴极移动。如果蛋白质在一个有递增pH梯度的凝胶中电泳，蛋白质所带电荷会一直减少，直到蛋白质移动到pH值与等电点相同的区域。在此处，蛋白质静电荷为零，因此停止运动。此过程的结果是蛋白质被“聚焦”在pH值和等电点相同的窄带中。等电位聚焦具有极高的分辨率，在一次电泳过程中可将不同的蛋白质分离。其分辨率可以分离等电点差别只有0.01的蛋白质。
双向凝胶电泳需要首先通过等电位聚焦按照等电点分离蛋白质，然后通过十二烷基硫酸鈉聚丙烯酰胺凝膠電泳根据分子量分离蛋白质。

## 活细胞中的等电位聚焦
有人认为，真核生物活细胞在其内部对于蛋白质进行等电位聚焦，以克服酶和代谢反应的反应物扩散速率限制，并通过等电位聚焦来限制一些生物化学反应速率。

## 基于芯片的等电位聚焦
基于微芯片的等电位聚焦具有可提供快速的蛋白质分析、检测量小、制造成本低等優点，因此是一种有希望取代毛细管电泳的技术。

## 脚注
1. ↑  Lubert Stryer.  (Spektrum Akademischer Verlag): 50. 1996 （德语）.
2. ↑  Flegr J.  (PDF). BioSystems. 1990, 24 (2): 127–133. PMID 2249006. doi:10.1016/0303-2647(90)90005-L.[]
3. ↑  Baskin E.F., Bukshpan S, Zilberstein G V. . Physical Biology. 2006, 3 (2): 101–106. PMID 16829696. doi:10.1088/1478-3975/3/2/002.
4. ↑  Cui H, Horiuchi K, Dutta P, Ivory CF. . Anal Chem. 2005, 77 (5): 1303–1309 （英语）.

## 外部連結
- Подробности изоэлектрического фокусирования[永久]